# Кропоткин, Дмитрий Алексеевич
 Дмитрий Алексеевич Кропоткин (Крапоткин) (1867—после 1935) — русский генерал-майор, участник русско-японской войны, герой Первой мировой войны.

## Биография
Родился 18 марта 1867 года в дворянской семье в Рязанской губернии. Его отец — генерал Алексей Иванович Кропоткин.
Дмитрий Алексеевич в службу вступил по окончании курса наук в 1-м Московском кадетском корпусе и 3-м военном Александровском училище в 1886 году в 3-й Восточно-Сибирский линейный батальон. Через 4-года был прикомандирован к Хабаровской приготовительной школе в качестве офицера и преподавателя. В 1892 году поступил в Николаевскую Академию Генерального Штаба в которой он окончил курс наук в 1895 году и был причислен к Генеральному Штабу с назначением на службу в Приамурский военный округ. В 1897 году переведен в Генеральный Штаб и назначен на должность начальника строевого отделения Владивостокской крепости. В 1899 году произведён в подполковники с прикомандированием к Новочеркасскому Казанскому юнкерскому училищу, где он пробыл в качестве преподавателя около 3-х лет после чего переведён для дальнейшего несения службы штаб-офицером управления 49-й пехотной резервной бригады, где он находился в этой должности до 1907 года.
Принимал участие в русско-японской войне. В 1903 году произведён в полковники. Высочайшим приказом от 23 января 1907 года назначен командиром 97-го пехотного Лифляндского полка.
С 1910 по 1913 годы состоял командиром пехотного Владимирского полка. 14 апреля 1913 года произведен в генерал-майоры и назначен командиром бригады стрелковой дивизии. С 1914 года на фронте. С 1915 года — начальник штаба 35-го армейского корпуса, с 1916 года — начальник штаба 20-го армейского корпуса. С ноября 1916 года — командующий 133-й пехотной дивизии.
В 1917 году работал землемером в земельном отделе Московского технического подотдела. С 1918 года служил в Красной армии, включен в списки Генштаба РККА. С июня 1919 года — преподаватель военных наук 1-х военных железнодорожных курсов, с июня 1920 года — заведующий учебной частью. С сентября 1922 года — начальник учебно-строевой части Управления Военно-Учебных Заведений Ленинградского военного округа, преподавал также военные дисциплины.
В марте 1935 года выслан из Ленинграда в Уфу на 3 года как бывший царский офицер. В августе того же года просил ходатайства Помполита о помещении его в дом инвалидов, так как не получал пенсии и был вынужден побираться.

## Награды
- Орден Святого Станислава (Российская империя)-3-й ст. (1899)
- Орден Святой Анны-3-й ст. (1902)
- Орден Святого Станислава (Российская империя)-2-й ст. с мечами (1907)
- Орден Святой Анны-2-й ст.
- Орден Святого Владимира-3-й ст. с мечами (25.06.1915)
- Орден Святого Станислава (Российская империя)-1-й ст. (10.10.1915)